# Бахш (блюдо)
Бахш, плов бахш (бух. Бахш / Бахш палав / Ошпалави бахш; тадж. Бахш палав / Ошпалави бахш; узб. Baxsh palovi) — блюдо среднеазиатской и в частности кухни бухарских (среднеазиатских, самаркандских) евреев, разновидность плова, традиционный плов у бухарских евреев. Основное отличие плова бахш от остальных видов плова заключается в отсутствии среди ингредиентов моркови и присутствии в нём зелени (в особенности кинзы), из-за чего бахш также называют зелёным пловом. У бахша имеется две разновидности: один готовится в казане, а второй — в мешочке.

## Приготовление
Промытый в проточной воде рис заливают теплой водой, подсаливают и оставляют замачиваться. Мясо (используется говядина или баранина) нарезают тонкими ломтиками, а затем на мелкие кусочки размером с пару рисовых зерен.
Говяжью (обычно) печень бланшируют в кипящей воде и режут как мясо. Мелко рубят лук. В разогретом казане прокаливают хлопковое масло, затем туда бросают мясо, которое должно обжариться до побеления, но не до зарумянивания. Постоянно помешивая, туда же кладут печень, а затем курдюк. После этого в казан кладут зелень, почти сразу после этого заливают кипятком, добавляют чёрный (иногда красный) перец и немного соли; казан оставляют для тушения примерно на полчаса. После того как бульон потушился, снова добавляется соль и промытый рис с хлопковым маслом и луком, через шумовку снова заливается кипятком. Далее всё содержимое казана перемешивают, разравнивают, накрывают крышкой и оставляют отдохнуть.
Готовый плов подают в тарелках, едят с лепёшками и запивают горячим зелёным чаем. В летнее время бахш подают с салатом из помидоров, огурцов и лука с зеленью. Среди разновидностей бахша — «бахш в мешочке»: мясо, печень и зелень варят в мешочке, а затем кладут в казан, после чего сверху добавляют рис. Бахш в мешочках считается у бухарских евреев праздничным блюдом.

## Распространенность
Бахш в основном распространен среди бухарских евреев. До сих пор его готовят почти в каждой семье бухарских евреев не только как праздничное блюдо, но и как повседневное. В среде таджиков и узбеков данное блюдо менее распространено, так как у последних имеется и без того множество видов плова. Бахш входит в меню многих ресторанов таджикской и узбекской кухни в Израиле и США.
Особенности приготовления бахша связаны с использованием в нём печени — кроветворного органа, что создаёт дополнительные затруднения для использования её в еврейской кухне. Требования кошерности предполагают удаление всей крови, поэтому вместо короткой бланшировки в еврейских рецептах используется длительное обжаривание. Из-за этого печень становится сухой, что в свою очередь обуславливает использование большого количества курдючного жира. Вместе с тем нерелигиозные евреи вместо обжаривания печени бланшируют её.